# Petit Best 10
Albums de divers artistes du Hello! Project
Petit Best 9
(2008) Petit Best 11
(2010)
Petit Best 10 ou Pucchi Best 10 (プッチベスト10) est un album compilation de chansons des divers artistes du Hello! Project, sorti fin 2009.

## Présentation
L'album sort le 2 décembre 2009 au Japon sous le label zetima. Il atteint la 45e place du classement de l'Oricon, et reste classé pendant deux semaines. Il contient des titres sortis en single dans l'année par la plupart des groupes et solistes du Hello! Project ; certains de ces titres ne figureront sur aucun autre album. Figurent parmi eux quatre titres en solo de Natsumi Abe, Aya Matsuura, Mari Yaguchi, et Mai Satoda, sortis en single avant leur départ commun du Hello! Project le 31 mars précédent ; ceux de Yaguchi et Satoda n'étaient en fait pas sortis dans le cadre du H!P, mais dans celui du programme télévisé Quiz! Hexagon II (en).
L'album contient aussi cinq nouveaux titres écrits par Tsunku et interprétés par cinq des groupes temporaires shuffle units composés des divers membres du H!P et re-créés cette année-là à l'occasion de l'album de reprises Chanpuru 1 ~Happy Marriage Song Cover Shū~ sorti l'été précédent. Il contient aussi un titre rare du nouveau groupe S/mileage paru uniquement sur un single en distribution limitée.
L'album est le dixième d'une série de compilations similaires homonymes nommées Petit Best, dont les volumes sortent chaque fin d'année. Un DVD homonyme (Petit Best 10 DVD) contenant la plupart des clips vidéo des chansons de l'album sort également le même jour. Les titres inédits n'ont pas de clip, et un second clip d'un autre titre de Morning Musume y figure à la place. Le clip de la chanson de Berryz Kōbō a été remplacé par celui de la "co-face A" du même single.

## Liste des titres
| 1.  | Shōganai Yume Oibito (しょうがない 夢追い人)             | Morning Musume                           |  |
| 2.  | Seishun Bus Guide (青春バスガイド)                       | Berryz Kōbō                              |  |
| 3.  | Everyday Zekkōchō!! (EVERYDAY 絶好調!!)                  | Cute                                     |  |
| 4.  | Pira! Otome no Negai (ピラッ! 乙女の願い) (titre inédit) | Petit Moni V                             |  |
| 5.  | Umbrella (アンブレラ) (titre inédit)                     | Tanpopo #                                |  |
| 6.  | My Boy (MY BOY)                                          | Buono!                                   |  |
| 7.  | Otome no Inori (乙女の祈り)                              | Erina Mano                               |  |
| 8.  | Yume to Genjitsu (夢と現実) (titre inédit)               | Aa!                                      |  |
| 9.  | Pen Pen Kyōdai (ペン ペン 兄弟) (titre inédit)           | Shin Mini Moni                           |  |
| 10. | Destiny Love (DESTINY LOVE) (titre inédit)               | High-King                                |  |
| 11. | Omakase Guardian (おまかせ♪ガーディアン)                 | Guardians 4                              |  |
| 12. | Shugo Shugo! (しゅごしゅご!)                             | Shugo Chara Egg!                         |  |
| 13. | Hapi Hapi Sunday! (はぴ☆はぴ サンデー!)                  | Tsukishima Kirari starring Kusumi Koharu |  |
| 14. | Amanojaku (あまのじゃく) (distribution limitée)          | S/mileage                                |  |
| 15. | Screen (スクリーン)                                      | Natsumi Abe                              |  |
| 16. | Chocolate Damashii (チョコレート魂)                      | Aya Matsuura                             |  |
| 17. | Seishun Boku (青春 僕)                                   | Mari Yaguchi                             |  |
| 18. | Bye Bye (バイバイ)                                       | Satoda Mai with Goda Kyodai              |  |

| 1.  | Amanojaku (あまのじゃく)                                   | S/mileage                                |  |
| 2.  | Otome no Inori (乙女の祈り)                                | Erina Mano                               |  |
| 3.  | Everyday Zekkōchō!! (EVERYDAY 絶好調!!)                    | Cute                                     |  |
| 4.  | Rival (ライバル) (du single Seishun Bus Guide / Rival)     | Berryz Kōbō                              |  |
| 5.  | Shōganai Yume Oibito (しょうがない 夢追い人)               | Morning Musume                           |  |
| 6.  | Chocolate Damashii (チョコレート魂)                        | Aya Matsuura                             |  |
| 7.  | Seishun Boku (青春 僕)                                     | Mari Yaguchi                             |  |
| 8.  | Screen (スクリーン)                                        | Natsumi Abe                              |  |
| 9.  | Hapi Hapi Sunday! (はぴ☆はぴ サンデー!)                    | Tsukishima Kirari starring Kusumi Koharu |  |
| 10. | Shugo Shugo! (しゅごしゅご!)                               | Shugo Chara Egg!                         |  |
| 11. | Omakase Guardian (おまかせ♪ガーディアン)                   | Guardians 4                              |  |
| 12. | My Boy (MY BOY)                                            | Buono!                                   |  |
| 13. | Kimagure Princess (Recochoku Ver.) (気まぐれプリンセス...) | Morning Musume                           |  |
| 14. | Bye Bye (Multi Angle) (バイバイ) (マルチアングル)          | Satoda Mai with Goda Kyodai              |  |

## Participantes
Comme pour les précédents volumes, toutes les chanteuses ayant interprété des titres de la compilation figurent sur le montage photographique en couverture, certaines apparaissant plusieurs fois en fonction de leurs différentes activités. Les groupes shuffle units n'y sont pas représentés en tant que tels, mais les trois débutantes qui y ont participé, dans le cadre de Shin Mini Moni, y ont été rajoutées indépendamment. Pour la première fois, le montage en couverture du DVD est identique, seul différant la couleur de fond.
- Morning Musume (Ai Takahashi, Risa Niigaki, Sayumi Michishige, Eri Kamei, Reina Tanaka, Koharu Kusumi, Aika Mitsui, Junjun, Linlin)
- Berryz Kōbō (Saki Shimizu, Momoko Tsugunaga, Chinami Tokunaga, Māsa Sudō, Miyabi Natsuyaki, Yurina Kumai, Risako Sugaya)
- Cute (Maimi Yajima, Erika Umeda, Saki Nakajima, Airi Suzuki, Chisato Okai, Mai Hagiwara)
- Petit Moni V (Saki Nakajima, Mai Hagiwara, Erina Mano)
- Tanpopo # (Eri Kamei, Aika Mitsui, Yurina Kumai, Chisato Okai)
- Buono! (Airi Suzuki, Miyabi Natsuyaki, Momoko Tsugunaga)
- Erina Mano
- Aa! (Miyabi Natsuyaki, Airi Suzuki, Akari Saho)
- Shin Mini Moni (Lin Lin, Kanon Fukuda, Akari Takeuchi, Karin Miyamoto)
- High-King (Reina Tanaka, Ai Takahashi, Saki Shimizu, Maimi Yajima, Yūka Maeda)
- Guardians 4 (Aika Mitsui, Risako Sugaya, Yurina Kumai, Saki Nakajima)
- Shugo Chara Egg! (Ayaka Wada, Yūka Maeda, Kanon Fukuda, Akari Saho)
- Tsukishima Kirari starring Kusumi Koharu (Koharu Kusumi)
- S/mileage (Ayaka Wada, Yūka Maeda, Kanon Fukuda, Saki Ogawa)
- Natsumi Abe
- Aya Matsuura
- Mari Yaguchi
- Mai Satoda (dans le cadre de son groupe Satoda Mai with Goda Kyodai, hors H!P, avec Misono et Jaian qui ne sont pas crédités)

(Note : Natsumi Abe, Mari Yaguchi, Aya Matsuura, Mai Satoda, et Erika Umeda de Cute ne font plus partie du H!P à la sortie de l'album)